# Verestói Géza
Verestói Géza (Szolnok, 1955. augusztus 22. – Budapest?, 2012. január 28.) magyar rockénekes, zenész, költő, újságíró.

## Pályafutása
Édesanyja: Balázs Anna, édesapja: Verestói András.  Az iskolai zenekarban kezdett énekelni, majd Budapestre járt tanulni Ákos Stefihez és Garay Attilához. katonaság után  is folytatta énektanulmányait, kiegészítve szaxofon- és zongoraleckékkel.
1980-ban megkapta az OSZK „A” kategóriás előadóművészi működési engedélyét. Zenekarai: K.O., Giterátor (néhány rádiófelvétel: Esti mese, Borzasztó nagy művész vagyok, Ne hagyjatok ki semmiből), Hipnózis, Sybille, Stáció, Rockwell, Missió majd a Médium (felénekelte a nagylemez anyagát), Roxérum klub. 1989-ben rövid kirándulást tett a filmezés világába, Molnár György: Alapképlet című filmjében kapott egy rövid szerepet. Saját zenekar híján vendégként lépett fel több együttessel (Mr. Basary Group, Médium).
1993-ban a Magozott Cseresznye együttes felkérésére közreműködik a „Nincs kegyelem” című albumon. 2009-2010: kísérlet a Missió együttes életre keltésére. 2012. január közepén gyomorvérzéssel kerül kórházba, január 28-án este 9 órakor elhunyt.
Gyermekei: Verestói Zoltán (1976), Verestói Dávid (1980).